# 余家湾站
余家湾站是一个京广线上的铁路车站，位于湖北省武汉市洪山区张家湾街道，建于1917年，目前为三等站，邮政编码为430064。目前不办理客货运业务。车站同时也是武黄城际铁路接轨武昌站的车站。

## 历史
车站由原粤汉铁路鲇鱼套和余家湾两车站合并而成。鲇鱼套站建于1915年6月，是年11月建成营运，当时设有3.5条股道。1922年汉冶萍公司修建连接车站的专用线1条，1924年6月又增加站线1条。1958年郑州铁路局修建京广铁路复线时将鲇鱼套站改设为余家湾站的货场，又对原有站内股道进行改造，延长既有股道并新增4条站线:286。
余家湾站建于1915年4月，是年8月开通运营。当时车站设有2条股道、1座面积400平方米的站台一座以及共计1372平方米的站舍。当时车站主要承担粤汉铁路列车会让、和徐家棚车站（现武昌北站）至鲇鱼套站间的倒车业务。1949年后车站又进行多次扩建改造:286。
余家湾站鲇鱼套货场曾经为武汉地区主要的危险品货场，办理普通货物整车和整车危险品到发。至2002年，鲇鱼套货场面积72643平方米，建有7座面积7198平方米的仓库、3座货物站台以及4条货物装卸线:390。
2012年为配合鹦鹉洲长江大桥建设，武汉市政府和武汉铁路局经协商后拆除了鲇鱼套货场设施及专用线。但由于拆迁协调问题，货场附属、位于武泰闸附近的三间扳道房长期未拆除，矗立在现白沙洲大道中间。《楚天都市报》于2018年9月13日报道了此问题后，9月16日该扳道房便被悄然拆除。
2013年通车的武黄城际铁路通过本站接轨武昌站，在建设期间施工部门建设了横跨车站站场的余家湾上行特大桥。